# ساکر (ترانه)
«ساکر» (انگلیسی: Sucker) ترانه‌ای از گروه موسیقی پاپ راک آمریکایی جوناس برادرز است. ترانه در ۱ مارس ۲۰۱۹ به‌عنوان اولین تک‌آهنگ گروه بعد از شش سال از طریق ریپابلیک رکوردز منتشر شد.
ترانه نامزدی دریافت جایزه گرمی بهترین اجرای پاپ دونفره/گروهی از شصت و دومین مراسم جایزه گرمی شد. 